# Le Chasseur d'aigles
Pour plus de détails, voir Fiche technique et Distribution.
Le Chasseur d'aigles (射鵰英雄傳, She diao ying xiong zhuan) est un film hongkongais réalisé par Chang Cheh, sorti en 1977. 

## Synopsis
Dans le contexte troublé de l'invasion de la Chine du Nord par les Jin, Guo Jing et Yang Kang, deux nourrissons issus de deux frères jurés fidèles aux Song, sont élevés séparément dans des familles adoptives. Ils reçoivent un enseignement martial de la part de maîtres qui ont prévu de se départager en les faisant combattre lorsqu'ils auront atteint 18 ans.
Ayant atteint l'âge requis, Guo Jing dont l'apprentissage n'a pas été de tout repos, se rend vers le lieu prévu pour le duel lorsqu'il rencontre un jeune mendiant particulièrement vorace qu'il prend sous son aile et avec lequel il noue une amitié virile. Cependant les faux-semblants sont légion dans le jianghu, comme il ne tarde pas à le découvrir.

## Fiche technique
- Titre : Le Chasseur d'aigles
- Titre original : 射鵰英雄傳 (She diao ying xiong zhuan)
- Titre anglais : The Brave Archer
- Réalisation : Chang Cheh
- Scénario : I Kuang, d'après le roman de Chin Yung
- Photographie : Kung Mu-to
- Chorégraphie des combats : Li Chia-ting, Tai Chi-hsien
- Musique : Chen Yung-yu
- Société de production : Shaw Brothers
- Pays d'origine : Hong Kong
- Langue originale : mandarin
- Format : couleurs - 2,35:1 - mono - 35 mm
- Genre : Action, drame, fantastique et wu xia pian
- Durée : 122 min
- Date de sortie : 1977

## Distribution
- Alexander Fu Sheng : Guo Jing, un jeune étudiant en arts martiaux
- Tien Niu : Huang Rong, une demoiselle
- Ku Kuan-chung : Huang Yaoshi, dit « l'Hérétique-de-l'Est », père de la précédente, un des 5 grands maîtres des arts martiaux
- Helen Yu : Mei Chao-feng, disciple du précédent
- Wang Ching-liang : Chen Xuan-feng, mari de la précédente
- Wang Lung-wei : Ou-yang Feng, dit « le Venimeux-de-l'Ouest », un des 5 grands maîtres des arts martiaux
- Li Hsiu-hsien : Ou-yang Ke, neveu du précédent
- Ku Feng : Hong Qi-gong, dit « le Mendiant-du-Nord » et « le Vagabond-à-Neuf-Doigts », chef du Clan des Mendiants, un des 5 grands maîtres des arts martiaux
- Yeh Tien-heng : Lu Cheng-feng
- Ti Lung : Duan Zhi-xing, dit « l'Empereur-du-Sud », un des 5 grands maîtres des arts martiaux
- Wang Ching-liang : Chen Xuan-feng
- Kuo Chui :  : Zhou Bo-tong[1], frère d'un des 5 grands maîtres des arts martiaux, membre de la secte Quanzhen
- Yang Ni-Chiu : Qiu Chu-ji, un des "sept Immortels" de la secte Quanzhen
- Li Shao-hua : Wang Shu-yi, dit « Pieds-de-Fer » , un des "sept Immortels" de la secte Quanzhen
- Li Yi-min : Yang Kang, un jeune prince Jin
- Tsai Hong : Ke Zhen'e, dit « la chauve-souris volante », un des sept énergumènes du Jiangnan
- Lin Huei-huang : le lettré Zhou, un des « sept énergumènes du Jiangnan »
- Luo Kuen-lin : Han Bao-ju, un des sept énergumènes du Jiangnan
- Lu Jian-min : Nan Xi-ren, un des sept énergumènes du Jiangnan
- Lu Chu-feng : Zhang A-shang, un des sept énergumènes du Jiangnan
- Chao Jung-hin : Quan Jin-fa, un des sept énergumènes du Jiangnan
- Jou Jie : Han Xiao-yin, une des sept énergumènes du Jiangnan
- Hui Ying-hung  : Mu Nian-ci, une jeune saltimbanque
- Fan Mei-sheng : Liang Zi-weng
- Chan Shen : Lingzhi Shang-ren
- Sun Shu-pei : Sha Tong-tian
- Tsang Choh-lam : un serveur d'auberge